# Jurgen Mellin
Jurgen Mellin, född 2 november 1633 i Urpala, Vederlax, Viborgs län, Finland, död 13 januari 1713 i Stettin, var en svensk greve, militär och ämbetsman.
Efter sin militära utbildning blev Mellin 1659 generaladjutant hos Karl X Gustav. År 1675 blev han överste för ett dragonregemente. År 1681 utnämndes han till befälhavare för trupperna i Pommern, befordrad till generalmajor av kavalleriet 1686  samt utnämnd till vice guvernör i Pommern 1688. 1690 förde han befälet över de styrkor som Karl XI sände till Rhen och upphöjdes till friherre 1691. Han blev guvernör i Wismar och generallöjtnant 1693 samt tysk riksgreve, svensk greve, kungligt råd, fältmarskalk och generalguvernör över Bremen-Verden 1696 samt 1698 generalguvernör över Pommern och kansler för Greifswalds universitet. Från sina befattningar erhöll han avsked 1711.
Han vann stort erkännande som både militär och ämbetsman, framför allt inom förvaltningen. Mellin lär ha begravts i en mycket dyrbar kopparkista som betalades av städerna Stralsund och Stettin samt av de pommerska trupperna.
Jurgen Mellin var son till landshövdingen över Kexholms län, överste Berendt Mellin. Han var far till Berendt Johan, Jurgen Friedrich och Carl Gustaf Mellin.